# Shunsuke Kikuchi
Shunsuke Kikuchi (菊池 俊輔?, Kikuchi Shunsuke; Hirosaki, 1º novembre 1931 – Tokyo, 24 aprile 2021) è stato un musicista e compositore giapponese, noto soprattutto per aver composto le colonne sonore di serie anime come UFO Robot Grendizer, Tiger Mask, Tiger Mask II, Doraemon, Dragon Ball e Dragon Ball Z, tokusatsu come Kamen Rider, jidaigeki quali Abarenbo Shogun e Chōshichirō Edo Nikki, e programmi del sabato sera della TBS (da Kii Hunter a G-Men '75).

## Biografia
Dedito alla musica sin dalla prima giovinezza, dopo il diploma al Conservatorio nel 1953 si specializza nella composizione di colonne sonore e BGM (background music) per produzioni televisive e cinematografiche, sia dal vivo che animate, divenendo quindi uno dei più fecondi e richiesti compositori giapponesi del genere.
Attivo sin dagli anni sessanta, si è dedicato, soprattutto per conto della Toei, prevalentemente alla musica per anime (uno dei compositori preferiti da Gō Nagai) e tokusatsu, componendo nel frattempo colonne sonore e temi musicali anche per film e telefilm (dorama) d'azione e jidaigeki.
Kikuchi si ritirò nel 2017, anno in cui dichiarò di essersi preso una pausa per curare una malattia.
È morto il 24 aprile 2021 a seguito di una broncopolmonite.

## Lo stile
Le composizioni di Kikuchi si caratterizzano per le basi in 16 battute blues e pentatoniche e il ricorso ad up-tempo. Le orchestrazioni e gli arrangiamenti combinano frequentemente strumenti acustici ed elettrici, accompagnati anche dall'uso delle percussioni. I suoi finali consistono spesso di lente melodie intonate dalla tromba.

## Opere principali

### Colonne sonore per anime
- Uchū patrol Hopper (1965)
- Dokachin (1968)
- Tiger Mask (L'Uomo Tigre - 1969)
- Babel nisei (Babil Junior - 1973)
- Doraemon (1973)
- Miracle shōjo Limit-chan (Cybernella - 1973)
- Shinzo ningen Kyashan (Kyashan il ragazzo androide - 1973)
- Tentō mushi no uta (Coccinella - 1974)
- Getter Robot (Space Robot - 1974)
- Hurricane Polymar (Hurricane Polimar - 1974)
- UFO Robot Grendizer (UFO Robot Goldrake - 1975)
- Getter Robot G (Jet Robot - 1975)
- Great Mazinger tai Getter Robot (Il Grande Mazinga contro Getta Robot - 1975)
- Great Mazinger tai Getter Robo G: Kūchū dai-gekitotsu (Il Grande Mazinga contro Getta Robot G - 1975)
- Arabian Nights Sinbad no Boken (Le avventure di Sinbad il marinaio - 1975)
- La Seine no hoshi (Il Tulipano Nero - La Stella della Senna - 1975)
- Daikū maryū Gaiking (Gaiking, il robot guerriero - 1976)
- Paul no miracle daisakusen (Il fantastico mondo di Paul - 1976)
- Grendizer, Getter Robo G, Great Mazinger kessen! Daikaijū (Il Grande Mazinga, Getta Robot G, UFO Robot Goldrake contro il Dragosauro - 1976)
- UFO Robot Grendizer tai Great Mazinger (UFO Robot Goldrake contro il Grande Mazinga - 1976)
- Wakusei Robot Danguard Ace (Danguard - 1977)
- Science Fiction Saiyuki Starzinger (Starzinger - 1978)
- Doraemon (1979 - 2005)
- Koguma no Misha (Mysha l'orsetto - 1979)
- Moero Arthur: Hakuba no oji (La spada di King Arthur - 1980)
- Ninja-Hattori kun (Nino, il mio amico Ninja - 1981)
- Dr. Slump (Dr. Slump e Arale - 1981)
- Tiger Mask II (Uomo Tigre II - 1981)
- Waga seishun no Arcadia: Mugen kidō SSX (Capitan Harlock SSX: Rotta verso l'infinito - 1982)
- Highschool! Kimengumi (1985)
- Dragon Ball (1986)
- Hachijunichikan sekai isshū (Il giro del mondo di Willy Fog - 1987)
- Dragon Ball Z (1989)
- Oyayubi hime (Pollicina - 1992)
- Shin Tenchi muyō (1997)
- Dragon Ball Kai (2011, in sostituzione di Kenji Yamamoto, musiche prese da Dragon Ball Z)

### Colonne sonore per tokusatsu
- Go Go Kamen Rider (1971)
- Kamen Rider (1971)
- Kamen Rider tai Jigoku Taishi (1972)
- Kamen Rider V3 (1973)
- Jumborg Ace (1973)
- Kamen Rider X (1974)
- Kamen Rider Amazon (1974)
- Kamen Rider Stronger (1975)
- Shin Kamen Rider (1979)

### Colonne sonore per film e telefilm
- Il pozzo di Satana (Kaidan semushi otoko) (1965)
- Il Ritorno di Diavolik (Ōgon Batto) (1966)
- Kaitei daisensō (1966)
- Hebi-musume to Hakuhatsu-ma (1968)
- Kaidan Hebi-onna (1968)
- Konchū daisensō (1968)
- Kyūketsuki Gokemidoro (1968)
- Gamera tai daiakujū Giron (1969)
- Gamera tai daimajū Jaigar (1970)
- Gamera tai shinkai kaijû Jigura (1971)
- Inugami no tatari (1977)
- Abarenbo Shogun (1978 - 2003)
- Uchu kaijû Gamera (1980)
- Sensai no bōrei to tatakau wakaduma (1981)
- Kaidan Kasanegafuchi (1981)
- Akuryō Sakurako hime (1982)
- Chōshichirō Edo Nikki (1983 - 1991)
- Daireikai 3 (1994)